# Ioan Nădejde

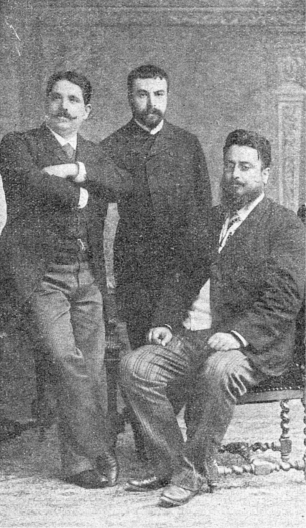
(De la stânga la dreapta) Alexandru Ionescu, Vasile G. Morțun și Ioan Nădejde, conducătorii Partidului Social-Democrat al Muncitorilor din România (PSDMR). Fotografie din 1893.

Ioan Nădejde (n. 18 decembrie 1854, Tecuci, Moldova – d. 29 decembrie 1928, București) a fost un publicist și traducător român.

## Biografie

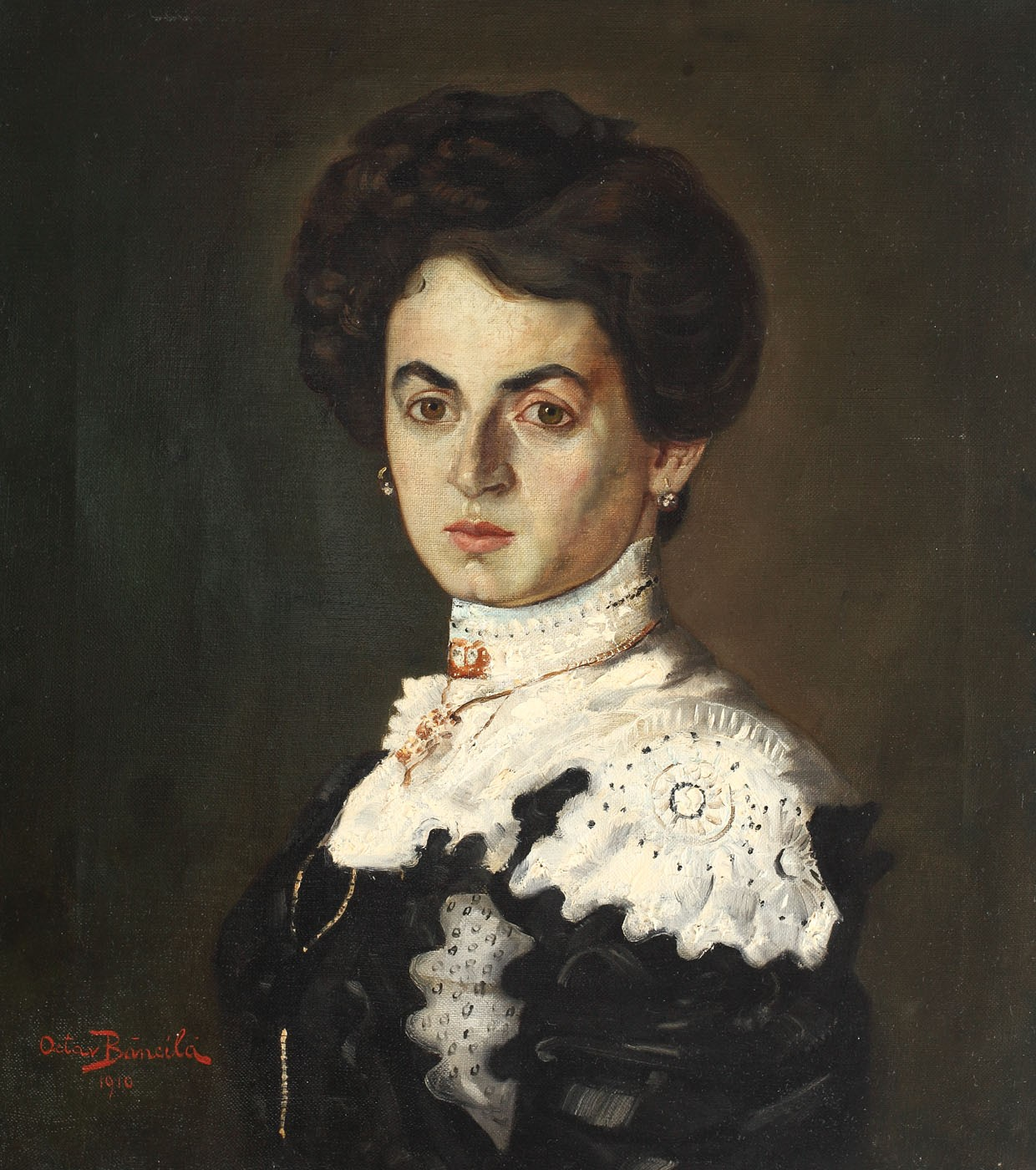
Sofia Nădejde, soția lui Ioan Nădejde, sora lui Octav Băncilă, ulei pe pânză de Octav Băncilă, 1910

Ioan Nădejde s-a născut la Tecuci și a fost fratele scriitorului Gheorghe Gh. Nădejde (1857-1939).
A fost profesor la Universitatea din Iași, de unde a fost demis de ministrul V. A. Urechia (ce a condus Ministerul Cultelor și Instrucțiunii Publice în perioada 9 iunie 1881 - 31 iulie 1882), deoarece propăvăduia socialismul și ateismul.
A fondat, împreună cu Vasile G. Morțun, revista științifică și literară Contemporanul ce a apărut la Iași între iulie 1881 și mai 1891.
A fost unul dintre fondatorii, la 31 martie 1893, a Partidului Social-Democrat al Muncitorilor din România (PSDMR), din a cărui conducere a făcut parte, alături de Vasile G. Morțun, Constantin Dobrogeanu-Gherea, Ion C. Frimu, Mihail Gheorghiu-Bujor, Cristian Racovski, Dimitrie Marinescu, Gheorghe Cristescu și Ilie Moscovici. A fost ales ca deputat socialist în Parlamentul României.
O parte din conducătorii socialiști (așa-zișii generoși), printre care și Vasile G. Morțun, au părăsit mișcarea socialistă la 9 februarie 1899 și au trecut la Partidul Național Liberal, dându-și seama că nu-și pot rezolva revendicările. Deputatul socialist Ioan Nădejde a trecut și el la liberali în 1903, după ce a realizat că mișcarea socialistă începuse să devină o mișcare anarhică ce milita pentru realizarea unei revoluții ce urma să schimbe forma de guvernământ a țării.
S-a căsătorit în 1874 cu Sofia Nădejde (1856-1946), sora pictorului Octav Băncilă, cu care a avut șase copii.

## Opera literară
- Ce știm despre lume, Este oare spirit ca ceva deosebit de materie? Este sau nu Dumnezeu?, 1881-1884;
- Viața lui Ștefan cel Mare și cel Bun, Domnul Moldovei, 1883;
- Istoria limbei și literaturei române, Iași, 1886;
- Schiță despre Miron Costin și vremea lui, Iași, 1888;
- Concepția materialistă dialectică a istoriei sau materialismul economic, 1892;
- Dicționar Latin-Român, ed. I, 1894; ed. a II-a, 1913 - împreună cu Amelia Nădejde-Gesticone;
- V.G. Morțun. Biografia lui, genealogia și albumul familiei Morțun, București, 1924.

## Traduceri
- Ovidiu, Tristele. Text după Rudolph Merkel, Iași, 1882;
- B. Malon, Spartacus sau Războiul robilor contra romanilor, Iași, 1882.